# Хингила I
Хингила I (* χιγγιλο ; д/н — ок. 490) — 1-й хушнаваз (верховный вождь) и магашахи (великий обладатель) империи эфталитов и алхон-гуннов в Трансоксиане, Тохаристане и Гандхаре около 440—490 годов. В персидских источниках известен как Шенгил и Ахшунвар, китайских — Цзиньцзило.

## Жизнеописание

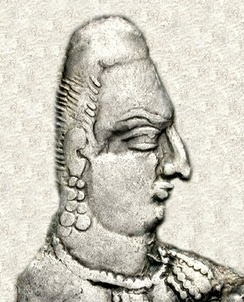
Хингила, правитель хуннов-алхонов в Бактрии, 440—490 гг. н. э.

Происходил из рода вождей алхон-гуннов. Получил власть около 440 года. Его предшественник, вождь алхон-гуннов, неизвестен. В это время окончательно приходит в упадок государство хионитов Юэбань, а союз западных хионитов фактически распадается. Впрочем, Хингила сумел объединить часть западных хионитов, в частности эфталитов и алхон-гуннов, основав тем самым новое государство.
Соперника сначала видел в государстве хионитов-кидаритов, воцарившихся в Тохаристане. Поэтому был заключен союз с Сасанидским государством. В 459 году отправил войско под руководством младшего хана Мегама, который помог захватить владения Пероза. В это же время согласно Захарию Митиленскому Хингила I нанёс поражение племенам савиров (жили вдоль реки Урал), которые вынуждены были мигрировать на запад.
В 466—468 годах войско эфталитов и алхон-гуннов нанесло поражение кушаншаху Гобозико из кидаритов. В результате была захвачена значительная часть Тохаристана. Остатки кидаритов отступили в Индостан. Также в силу распада племенных союзов на востоке Хингила I отправил войска и туда. Как следствие государство эфталитов расширило владения от Хотана до Амударьи.
Впрочем, вскоре вступил в конфликт с персидским шахиншахом. В 470 году Пероз атаковал владения Хингилы I. Избегая открытого боя, последний пытался заманить персов в ловушку — войско эфталитов начало отступать длинной горной дорогой, оканчивавшейся тупиком. Только персы прошли вглубь гор, как на них мгновенно напали с фронта и тыла и «взяли в тиски» эфталиты. Властитель эфталитов вызвался помиловать шахиншаха и его войско при условии уплаты значительных средств, признания существующих границ и запрета персам пересекать границы Эфталитского государства. Чтобы избежать полного разгрома и смерти, Пероз принял предложенные условия мира, передал город Талакан из области. Поскольку он не смог быстро собрать выкуп, то был вынужден отдать сына Кавада в заложники на 2 года.
Вероятно, в 480-х годах фактически царил младший хан Мегама. Именно он в 484 году победил и казнил шахиншаха Пероза. В то же время другой младший хан Джауха покоряет Гандхару, отнятую у кидаритов.
Умер Хингила I около 490 года. Ему наследовал Мегама.

## Артефакты

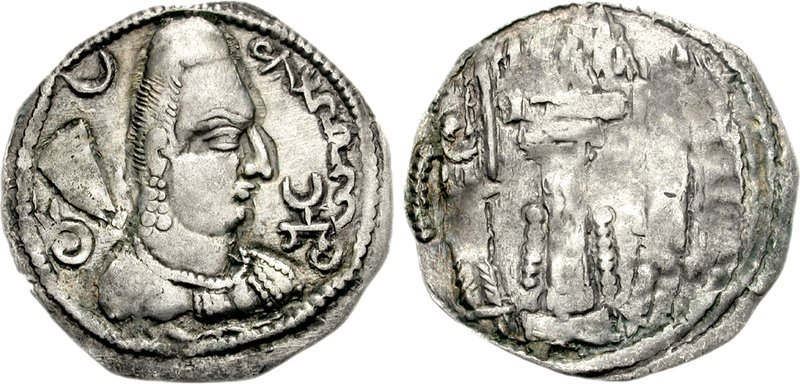
Хингила и его монеты с надписью «Алхоно» и тамгой
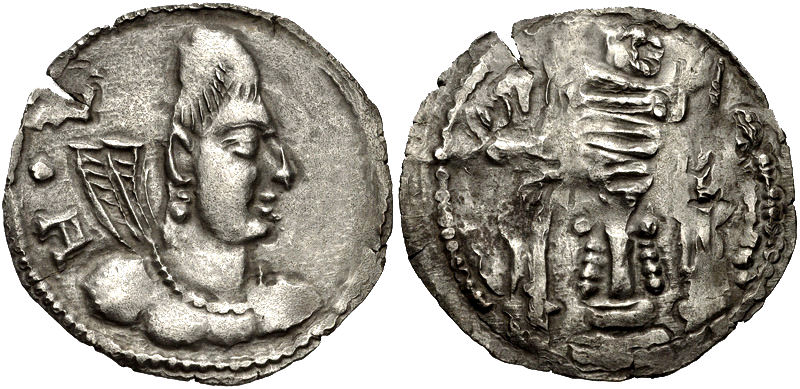
Монета молодого Хингилы, около 440-490 гг. н. э.
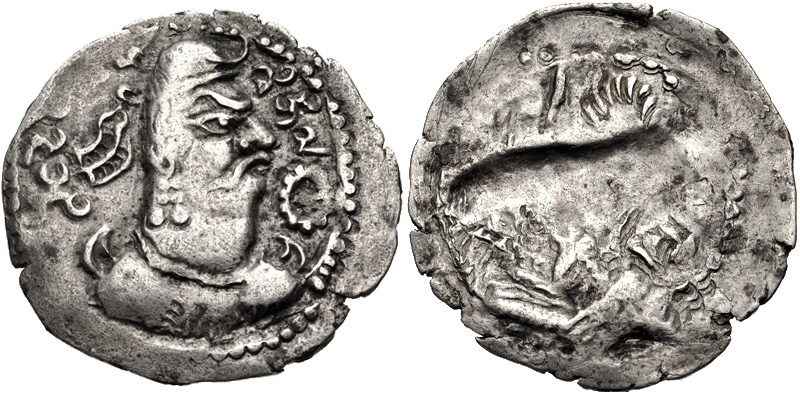
Более поздняя чеканка с именем «Хингила» письмом брахми.
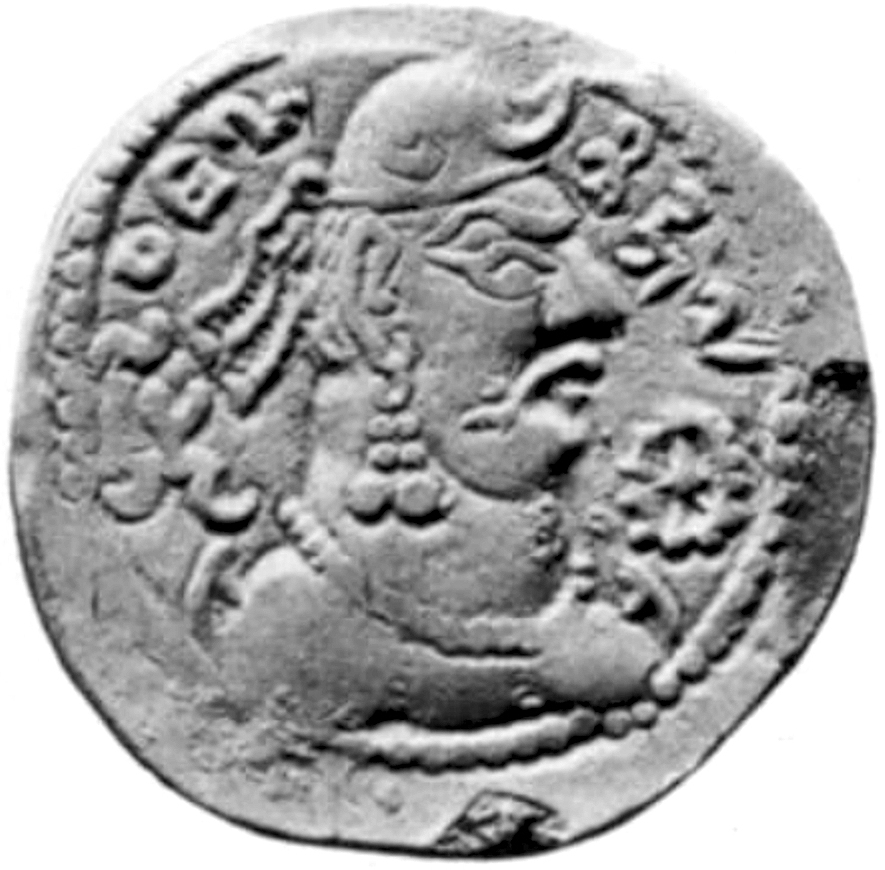
Монета Хингилы с названием Дева Шахи Хингила ( «Бог-царь Хингила»), 440-490 гг.
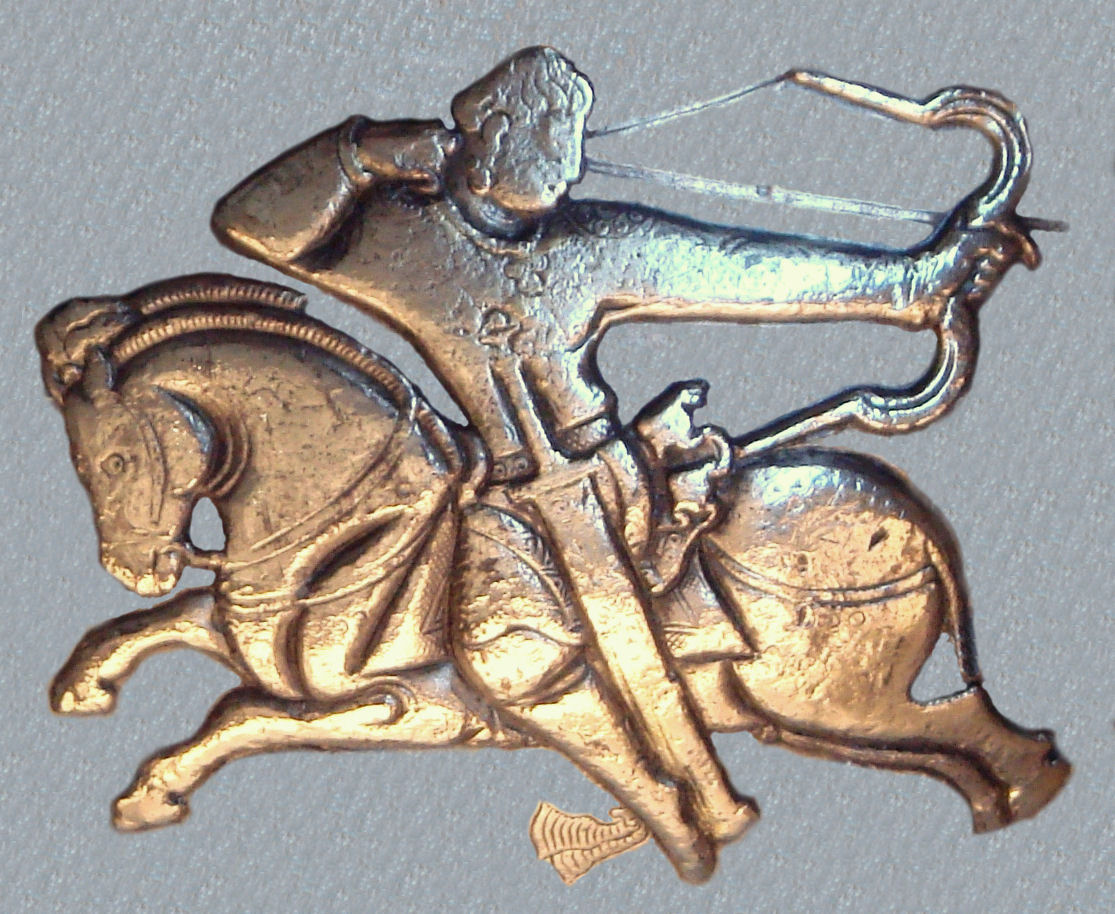
Алхонский всадник, возможно Хингила, на эфталитской серебряной чаше
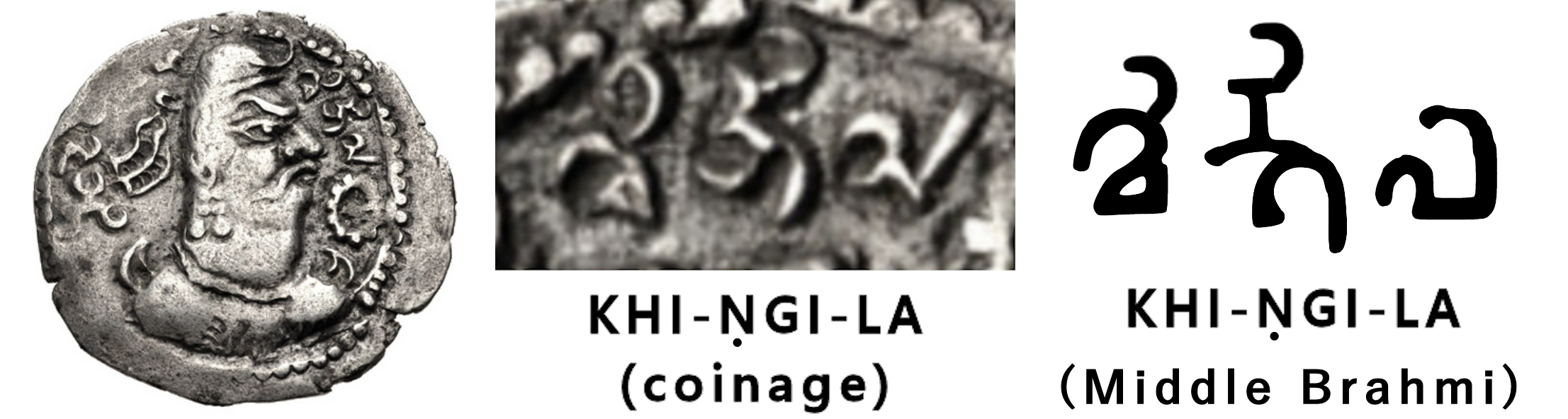
«Хингила» письмом брахми на его более поздней чеканке

## Внешние ссылки
- Чеканка Хингилы
- Интернет-каталог монет Хингилы